# Kaj Bundvad
Jens Kaj Rudolf Bundvad (* 8. Juli 1904 in Frederikshavn; † 26. Januar 1976 in Roskilde) war ein dänischer Politiker der Sozialdemokraten (Socialdemokraterne), der unter anderem zwischen 1943 und 1971 Mitglied des Folketing war. Er war zudem mehrmals Arbeits-, Sozial- und Wohnungsminister in zahlreichen Regierungen Dänemarks.

## Leben
Jens Kaj Rudolf Bundvad, Sohn des Fischers Søren Christian Bundvad, besuchte nach der Volksschule zwischen 1919 und 1924 Schule für Maschinentechnik und war daraufhin von 1924 bis 1935 als Maschinist tätig. Während dieser Zeit besuchte er von 1929 bis 1930 die Abendschule und bestand 1932 die Prüfung für Motor- und Maschinenbediener. Er beteiligte sich seit seiner Jugend an den organisatorischen Aktivitäten der Arbeiterbewegung und war zwischen 1935 und 1945 als Schullehrer an der Roskilde Højskole tätig.
Bei der Folketingswahl 1943 wurde Bundvad für die Sozialdemokraten (Socialdemokraterne) im Wahlkreis „Sorø Amtskreds“ erstmals zum Mitglied des Parlaments (Folketing) gewählt, der Zweiten Kammer des Reichstages (Rigsdag), und gehörte diesem nach seinen Wiederwahlen bis zum 21. September 1971 mehr als 28 Jahre lang an. Daneben war er zwischen 1945 und 1956 Sekretär der Informationszentrale der Arbeiterbewegung sowie von 1948 bis 1956 Mitglied des Finanzausschusses und zwischen 1953 und 1957 auch Mitglied des Nordischen Rates. Er fungierte von 1956 bis 1957 als Politischer Sprecher (politisk ordfører), der von seiner Partei gewählt wurde, um im Parlament die Politik der Partei vorzustellen, insbesondere im Zusammenhang mit allgemeinen Debatten. Er war zwischen 1956 und 1957 außerdem in Personalunion Sekretär der Sozialdemokraten, Mitglied des Vertreterausschusses der Dänischen Nationalbank (Danmarks Nationalbank), Mitglied des Außenpolitischen Rates (Det Udenrigspolitiske Nævn) sowie Mitglied des Versorgungsausschusses.
Am 28. Mai 1957 wurde Kaj Bundvad als Arbeitsminister (Arbejdsminister) in die Regierung Hansen II berufen und übte dieses Ministeramt auch in der darauf folgenden Regierung Kampmann I (21. Februar bis 18. November 1960), der Regierung Kampmann II (18. November 1960 bis 3. September 1962) sowie der Regierung Krag I vom 3. September 1962 bis zu seiner Ablösung durch Erling Dinesen am 27. August 1963 aus. Er war zugleich zwischen dem 28. Mai 1957 und dem 31. März 1960 Wohnungsminister (Boligminister) und wurde daraufhin in diesem Ministeramt von Carl Peter Jensen abgelöst. Er selbst übernahm am 7. September 1961 in der zweiten Regierung Kampmann von Julius Bomholt zusätzlich den Posten als Sozialminister und behielt dieses auch in der Regierung Krag I (3. September 1962 bis 26. September 1964) sowie der Regierung Krag II (26. September 1964 bis 2. Februar 1968). 1968 wurde er außerdem Mitglied der Nationalen Versicherungskommission.
Kaj Bundvad war zwei Mal verheiratet und zwar in erster Ehe mit Ingrid Bundvad (1907–1950) sowie in zweiter Ehe mit Marie Bundvad (1916–1996).

## Veröffentlichungen
- Remisearbejdernes festskrift, 1940
- Faglige samarbejds- og afstemningsregler, 1940
- Tillidsmandskundskab. Tillidsmandens opgaver og virksomhed, Mitautor, 1945
- Danmark besat og befriet, Mitautor, 1945
- Rationaliseringen i dagens debat, 1946
- Folkepension, 1953